# Stefan Radosavljević
Stefan Radosavljević (Belgrado, 8 settembre 2000) è un calciatore faroese, centrocampista del Víkingur Gøta e della nazionale faroese.

## Statistiche

### Cronologia presenze e reti in nazionale
| Cronologia completa delle presenze e delle reti in nazionale ― Fær Øer | Cronologia completa delle presenze e delle reti in nazionale ― Fær Øer | Cronologia completa delle presenze e delle reti in nazionale ― Fær Øer | Cronologia completa delle presenze e delle reti in nazionale ― Fær Øer | Cronologia completa delle presenze e delle reti in nazionale ― Fær Øer | Cronologia completa delle presenze e delle reti in nazionale ― Fær Øer | Cronologia completa delle presenze e delle reti in nazionale ― Fær Øer | Cronologia completa delle presenze e delle reti in nazionale ― Fær Øer |
| Data                                                                   | Città                                                                  | In casa                                                                | Risultato                                                              | Ospiti                                                                 | Competizione                                                           | Reti                                                                   | Note                                                                   |
| ---------------------------------------------------------------------- | ---------------------------------------------------------------------- | ---------------------------------------------------------------------- | ---------------------------------------------------------------------- | ---------------------------------------------------------------------- | ---------------------------------------------------------------------- | ---------------------------------------------------------------------- | ---------------------------------------------------------------------- |
| 16-11-2022                                                             | Olomouc                                                                | Rep. Ceca                                                              | 5 – 0                                                                  | Fær Øer                                                                | Amichevole                                                             | -                                                                      | 77’                                                                    |
| 19-11-2022                                                             | Pristina                                                               | Kosovo                                                                 | 1 – 1                                                                  | Fær Øer                                                                | Amichevole                                                             | 1                                                                      | 70’                                                                    |
| 27-3-2023                                                              | Skopje                                                                 | Macedonia del Nord                                                     | 1 – 0                                                                  | Fær Øer                                                                | Amichevole                                                             | -                                                                      | 62’                                                                    |
| 17-6-2023                                                              | Tórshavn                                                               | Fær Øer                                                                | 0 – 3                                                                  | Rep. Ceca                                                              | Qual. Euro 2024                                                        | -                                                                      | 84’                                                                    |
| 20-6-2023                                                              | Tórshavn                                                               | Fær Øer                                                                | 1 – 3                                                                  | Albania                                                                | Qual. Euro 2024                                                        | -                                                                      | 80’                                                                    |
| 7-9-2023                                                               | Varsavia                                                               | Polonia                                                                | 2 – 0                                                                  | Fær Øer                                                                | Qual. Euro 2024                                                        | -                                                                      | 88’                                                                    |
| 10-9-2023                                                              | Tórshavn                                                               | Fær Øer                                                                | 0 – 1                                                                  | Moldavia                                                               | Qual. Euro 2024                                                        | -                                                                      | 80’                                                                    |
| 12-10-2023                                                             | Tórshavn                                                               | Fær Øer                                                                | 0 – 2                                                                  | Polonia                                                                | Qual. Euro 2024                                                        | -                                                                      | 90’                                                                    |
| 8-6-2024                                                               | Tallinn                                                                | Estonia                                                                | 4 – 1                                                                  | Fær Øer                                                                | Coppa del Baltico 2024                                                 | -                                                                      | 81’                                                                    |
| 11-6-2024                                                              | Liepāja                                                                | Lettonia                                                               | 1 – 0                                                                  | Fær Øer                                                                | Coppa del Baltico 2024                                                 | -                                                                      | 66’                                                                    |
| Totale                                                                 |                                                                        | Presenze                                                               | 10                                                                     |                                                                        | Reti                                                                   | 1                                                                      |                                                                        |

## Palmarès

### Club

#### Competizioni nazionali
- Supercoppa delle Fær Øer: 1

HB Tórshavn: 2021